# Valle Soprana
Valle Soprana è una frazione del comune di Teramo, in Abruzzo.

## Geografia fisica
Il borgo è situato a 10 km dal capoluogo verso l'entroterra, appena fuori dal limite del Parco nazionale del Gran Sasso e Monti della Laga.
Posto sul fianco di una catena di colline (dove è presente anche Colle dell'Asino), sulla cui cresta ha sede un antico tratturo che dai Monti della Laga scende fino a valle. La località è situata in posizione dominante sulla valle del torrente Fiumicello, affluente destro del fiume Tordino, che delimita la frazione a nord.

## Storia
Il borgo di Valle Soprana ha origini rinascimentali e fu proprietà dalla famiglia Aceti, già Acito, originaria della città marchigiana di Fermo e legata a papa Sisto V, che fu vescovo della diocesi di Fermo. Agli inizi del XX secolo la frazione passò dagli Aceti ai Mariani.

## Monumenti e luoghi d'interesse
Al centro del borgo si trova la chiesa della Madonna del Rosario, piccolo edificio di culto risalente al XVI secolo, come è riportato sulla parete settentrionale (1573). La chiesa, di piccole dimensioni, presenta una copertura a capanna, con ingresso incorniciato in laterizio posto sul fianco laterale dell'edificio. L'interno è ad aula unica, con una statua devozionale della Madonna del Rosario posta in una nicchia sopra l'altare. Sul retro svetta il campanile a vela con una campana.
Gli edifici civili della frazione, risalenti a più periodi storici, testimoniano la storia del borgo. Sull'architrave di uno degli edifici più antichi è ricordata la data 1693.

## Infrastrutture e trasporti
Il paese è posto lungo la strada tra Valle San Giovanni e Faieto, diramazione della strada provinciale 47 che da Frondarola sale a Pagliaroli.